# Flaskepost
 For alternative betydninger, se Flaskepost (flertydig). (Se også artikler, som begynder med Flaskepost)
En flaskepost er en form for kommunikation, hvorved et budskab er forseglet i en container (arketypisk en glasflaske, men kunne være hvilket som helst medie, så længe det flyder og er vandtæt) og sendes ud i havet. 
Sådanne beskeder er ikke beregnet til en bestemt person, men at ende, hvor strømningerne bærer dem. På grund af deres enkelhed er de ofte associeret til mennesker strandet på en øde ø, der forsøger at blive reddet. Men mange mennesker frigive sådanne beskeder til fornøjelse, at se, hvor langt deres budskab kan rejse og at få nye venner. De bruges også til videnskabelige undersøgelser af havstrømme. Udtrykket "en flaskepost" er også kommet til at henvise til en meddelelse der sendes uden en bestemt destination.

## Ekstern henvisning
- Verdensrekord: 132 år gammel tysk flaskepost fundet i Australien | Viden | DR Arkiveret 7. marts 2018 hos  Wayback Machine